# 数码宝贝大冒险 (游戏)
《数码宝贝大冒险》是一款2013年1月17日发行的PlayStation Portable平台角色扮演游戏，由Prope开发，万代南梦宫游戏发行。本作的剧情基于TV动画版《數碼寶貝大冒險》和剧场版《数码宝贝大冒险 我们的战争游戏！》，并在通关后追加了历代角色登场的原创剧情。原作动画的主要声优参与了配音工作，亦加入了原作动画的主题曲《Butter-Fly》和插曲《brave heart》。本作是数码宝贝系列15周年活动的一部分。
本作“初回封入特典”分别为PlayStation Portable平台《数码器携带版》和手机游戏《数码宝贝收集者》的“特殊搭档卡”。

## 剧情
本作再现了TV动画版《数码宝贝大冒险》及剧场版《数码宝贝大冒险 我们的战争游戏！》的剧情。开场动画和部分进化动画用的是原作动画的素材。但部分的剧情、角色对话、配乐有所改变。比丘兽、甲虫兽、巴鲁兽、哥玛兽、巴达兽、迪路兽等六只数码兽在本作中均能进化成究极体。并在通关后追加了本宫大辅、松田启人、神原拓也、大门大、工藤大器、明石激历代主人公及其搭档数码兽登场的原创剧情。

## 概要
数码宝贝系列以1997年登场的液晶携带游戏为首，在电子游戏、交換卡片遊戲、漫画、周边等多领域跨平台展开。1999年，动画《数码宝贝大冒险》开始放映，在海内外引起较大反响，且成长为人气系列。2012年，数码宝贝系列迎来了15周年。
2012年8月21日《V Jump》和万代南梦宫游戏正式公布，作为数码宝贝系列15周年活动的一部分，游戏登陆PlayStation Portable平台且会对原作动画《数码宝贝大冒险》进行完全重制。游戏开发者中裕司通过X（前Twitter）宣布由他的工作室Prope来开发本作，即Prope的第一款角色扮演游戏。2012年9月21日公布了第一支正式预告片，透露原作动画的主要声优参与了本作的制作，全部的语音超过了70小时。后续亦得知本作剧情包含剧场版《数码宝贝大冒险 我们的战争游戏！》以及在通关后追加了历代角色登场的原创剧情。

## 评价
| 媒体   | 得分    |
| ------ | ------- |
| Fami通 | 29 / 40 |

《数码宝贝大冒险》首周销量为47807份，根据Media Create数据，为日本地区该周销量第三的游戏。本作在日本地区首月的总销量为70172份，次月跌出畅销榜前30名。《Fami通》杂志给出的评分为8/7/7/7 [29/40]。

## 玩法
游戏剧情基于TV动画版《数码宝贝大冒险》和剧场版《数码宝贝大冒险 我们的战争游戏！》，并按原作动画话数分为若干章节。完成章节后会进入故事选择画面，玩家可以选择改变队伍成员或者作战。玩家最初只能操控七名角色及其搭档数码兽；在后续章节中，第八名角色八神光及其搭档数码兽会加入队伍。玩家在每章中操作一名主要角色探索游戏地图，前往下一個目的地。途中操作角色和搭档数码兽对话，选择正确的选项，可以提升角色间的羁绊强度。羁绊等级提高后，可以在战斗中发动特殊技能，并解锁支线情节。
探索地图时和特定剧情中会发生战斗。战斗采用回合制。玩家和敌方至多各派三只数码兽对战。默认状态下，玩家仅操控章节主角的数码兽，另两名角色的搭档数码兽由电脑控制；不过，玩家可以进入策略菜单，手动控制同伴的数码兽。玩家可以执行攻击、技能、道具、防御、逃跑等操作。随着主线剧情的推进，数码兽将解锁成熟期、完全体、究极体等进化阶段。玩家可在战斗中消耗特殊点数（SP），使数码兽进化，大幅提升能力。战斗后，数码兽会退化回成长期。

## 特典
本作“初回封入特典”分别为PlayStation Portable平台《数码器携带版》和手机游戏《数码宝贝收集者》的“特殊搭档卡”。
《数码器携带版》是电子宠物“数码器”（Digivice）的PSP复刻版，“数码器”於1999年动画《数码宝贝大冒险》首播时发售，至今为止也相当有人气。《数码器携带版》可於2013年1月17日-2月20日期間，通過PSP《数码宝贝大冒险》制品版包装内的下载码下載。該版本較原版追加了究极体的角色，玩家也可用Ad hoc网络连线来对战。

## 注解
1. 1 2  本作仅日文版本，无中文化版本。
2. 1 2  本作游戏分级情况，日本：A（全年齡對象）、台灣：6+（保護級）。
3. 1 2  原作动画主要声优参与了配音工作，但部分声优因隐退和去世等原因进行了变更，如潘惠美（高石岳）和置鲇龙太郎（恶魔兽）等。
4. ↑  迪路兽在游戏中的究极体为座天使兽，而动画中的究极体为圣龙兽。
5. ↑  来自同一个世界3年后的时间点
6. ↑  无搭档数码兽
7. ↑  《数码宝贝合体战争》第1、2期主人公
8. ↑  《数码宝贝合体战争》第3期主人公
9. ↑  《V Jump》2012年10月号（2012年8月21日）
10. ↑  仅迪路兽退化回成熟期